# Vaux-sur-Eure
Vaux-sur-Eure è un comune francese di 263 abitanti situato nel dipartimento dell'Eure nella regione della Normandia.

## Società

### Evoluzione demografica
Abitanti censiti